# Paracorallium salomonense
Paracorallium salomonense is een zachte koraalsoort uit de familie Coralliidae. De koraalsoort komt uit het geslacht Paracorallium. Paracorallium salomonense werd in 1910 voor het eerst wetenschappelijk beschreven door Thomson & Mackinnon. 